# 제럴드 포드 대통령 취임식
리처드 닉슨 대통령이 워터게이트 사건으로 사임한 후, 1974년 8월 9일 금요일 워싱턴 D.C.의 백악관 이스트 룸에서 제럴드 포드의 제38대 미국 대통령으로서의 취임식이 거행되었다. 20세기 마지막으로 예정에 없던 비정기 취임식이었던 이 취임식은 제럴드 포드의 유일한 임기(1974년 8월 9일부터 1977년 1월 20일까지의 부분 임기)의 시작을 알렸다. 대법원장 워런 E. 버거가 취임 선서를 집행했다. 포드가 선서를 한 성경은 그의 아내 베티 포드가 들고 있었으며, 잠언 3장 5-6절이 펼쳐져 있었다. 포드는 임기 중 대통령직을 승계한 아홉 번째 미국의 부통령이었으며, 2025년 현재까지도 가장 최근의 사례이다.
이 취임식은 1789년 대통령직이 수립된 이래 아홉 번째로 예정에 없던 비정기 취임식이었지만, 대통령의 사임으로 인해 발생한 첫 사례였다. 이전 여덟 번의 취임식은 대통령의 사망으로 인한 것이었다. 포드는 스피로 애그뉴가 볼티모어 카운티 임원과 메릴랜드 주지사 재임 중 뇌물 수수 혐의로 사임한 지 불과 8개월 만에 부통령이 되었다. 그는 수정 헌법 제25조의 조항에 따라 부통령으로 임명된 첫 번째 인물이었다. 따라서 그가 닉슨의 뒤를 이어 대통령이 되었을 때, 포드는 부통령직과 대통령직 모두에 선출되지 않고 이 두 직책을 모두 역임한 최초의 (그리고 유일한) 인물이 되었다.

## 닉슨의 사임

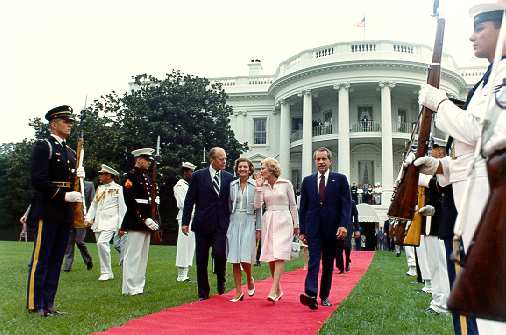
1974년 8월 9일, 제럴드 포드가 취임 선서를 하기 전, 포드 부부가 닉슨 부부를 육군 헬기 1호에 태우기 위해 백악관 남쪽 잔디밭을 가로질러 안내하고 있다.

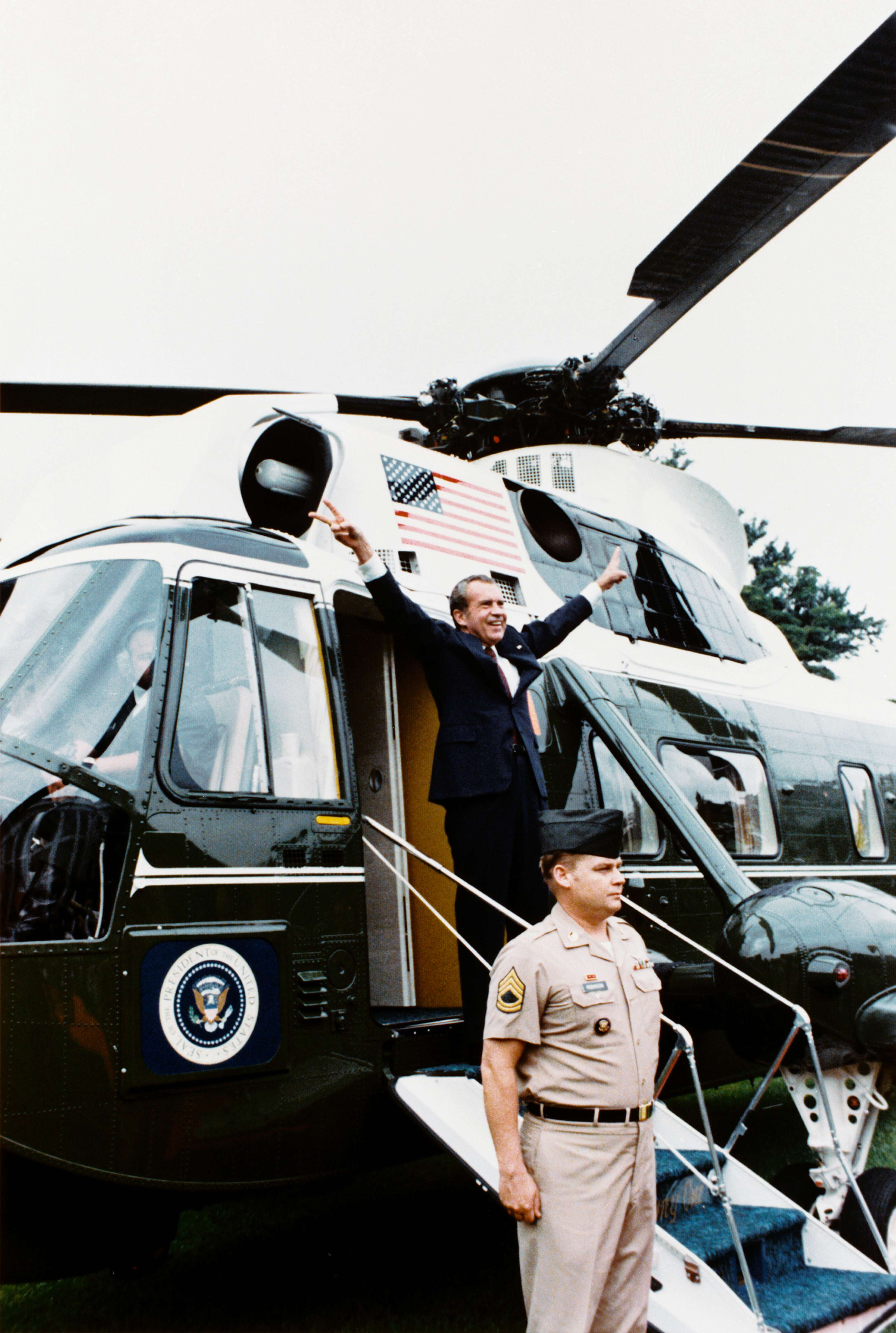
닉슨이 사임 후 백악관을 떠나며 승리의 V 사인을 보이고 있다.

1974년 8월 8일 TV 연설에서, 워터게이트 사건과 그 은폐 의혹에 대한 역할로 탄핵 위기에 처해 있던 대통령 리처드 닉슨은 "내일[8월 9일] 정오부로 대통령직에서 사임할 것"이라고 발표했다. 다음 날 오전 9시, 닉슨은 백악관 직원 및 미국 내각과 부통령 제럴드 포드를 포함한 일부 고위 인사들이 모인 이스트 룸에서 고별 연설을 했다. 여러 번 감정이 북받쳐 거의 말을 잇지 못하는 감동적인 행사였다. 연설이 끝나자 포드는 닉슨을 마린 원으로 안내했고, 닉슨은 양손으로 그의 상징인 "승리의 V" 사인을 흔들며 에어 포스 원을 타고 그의 고향인 요바린다로 향했다.

## 포드의 취임 선서
닉슨의 사임은 오전 11시 35분 국무장관 헨리 키신저에게 전달되었다. 그 순간 포드는 제38대 미국 대통령이 되었지만, 공식적인 취임 선서는 오후 12시 5분에 했다. 전 대통령(이제는 일반 시민) 닉슨이 건물을 떠난 후, 백악관 직원들은 포드 대통령의 취임 선서식을 준비하기 시작했다. 초청된 더 많은 손님들을 위해 의자가 추가되었다. 선서는 백악관 이스트 룸에서 대법원장 워런 E. 버거에 의해 포드에게 집행되었다. 버거 대법원장은 당시 네덜란드를 여행 중이었으며, 공군기를 타고 워싱턴 D.C.로 다시 비행했다. 미시간 대학교 풋볼 팀의 전 센터였던 포드가 취임 후 처음으로 건 전화는 1974년 8월 10일 토요일, 최근 심장마비를 겪은 오하이오 주립 대학교 풋볼 코치 우디 헤이즈에게였다.

## 취임 선서 후 발언
대통령 선서를 한 직후, 포드는 그의 대통령직 승계로 이어진 독특하고 "특별한 상황"을 언급하는 연설 (당시 백악관 고문이었던 로버트 T. 하트만이 작성)을 했다.
저는 여러분의 투표로 대통령으로 선출되지 않았다는 것을 깊이 깨닫고 있으며, 따라서 여러분의 기도로 저를 대통령으로 인정해 주시기를 간청합니다. 그리고 그러한 기도가 앞으로도 많이 이어지기를 바랍니다... 여러분이 비밀 투표로 저를 선택하지 않았듯이, 저는 어떠한 비밀 약속으로도 이 직책을 얻지 않았습니다. 저는 대통령직이나 부통령직을 위해 선거 운동을 하지 않았습니다. 저는 어떠한 당파적 강령에도 동의하지 않았습니다. 저는 어떠한 남자에게도 빚을 지지 않았으며, 단 한 명의 여성—저의 사랑하는 아내, 베티—에게만 빚을 지고 이 매우 어려운 일을 시작합니다... 나의 동포 여러분, 우리의 오랜 국가적 악몽은 끝났습니다... 우리의 헌법은 작동하고 있습니다. 우리의 위대한 공화국은 사람의 정부가 아닌 법의 정부입니다. 여기서 백성이 다스립니다. 그러나 그 어떤 이름으로든 우리가 그분을 존경하는 더 높은 권능이 계시며, 그분은 의로움뿐만 아니라 사랑을, 정의뿐만 아니라 자비를 명하십니다.— 제럴드 포드, 취임 선서식 연설

850단어의 연설이 끝나자마자 포드는 언론에 그의 새 공보비서인 제럴드 터호르스트를 소개하고 내각과 만났다.
포드는 새 행정부에서 헨리 키신저에게 국무장관으로 남아달라고 요청했다. 그날 늦게 포드는 북대서양 조약 기구 회원국 대사들과 만났다.

## 대중문화 속의 언급
2015년 5월 20일 레이트 쇼 위드 데이비드 레터먼의 시리즈 피날레는 포드의 연설 영상과 전직 대통령 조지 H. W. 부시, 빌 클린턴, 조지 W. 부시, 그리고 당시 현직 대통령 버락 오바마가 모두 "우리의 오랜 국가적 악몽은 끝났습니다"라고 말하는 사전 녹화된 카메오로 시작되었다.

## 같이 보기
- 제럴드 포드 행정부
- 제럴드 포드 대통령 재임 기간의 타임라인
- 워터게이트 사건